# Escut de Sant Mori

Escut oficial de Sant Mori

L'escut oficial de Sant Mori –aprovat el 28 de maig de 1992 i publicat al DOGC el 10 de juny– té el següent blasonament:
Escut caironat: d'or, una llança de gules posada en pal acostada de 2 rocs d'atzur. Per timbre una corona de marquès.
La llança és l'atribut de Maurici d'Agaunum, sant patró de la localitat. Els dos rocs d'atzur a banda i banda, sobre camper d'or, provenen de les armes dels Rocabertí, senyors del castell de Sant Mori, que fou el centre de la baronia de Sant Mori que, el 1893, va esdevenir marquesat (cosa que es veu reflectida per la corona de marquès al capdamunt de l'escut).